# Rossige haakbladroller
De rossige haakbladroller (Ancylis obtusana) is een vlinder uit de familie van de bladrollers (Tortricidae). De wetenschappelijke naam is gepubliceerd in 1811 door Haworth.
De soort komt voor in Europa.